# Índia Oriental
L'Índia Oriental o Índia de l'est és la regió del subcontinent indi que comprèn els estats següents:
Bengala Occidental (llevat dels districtes de Darjeeling, Jalpaiguri, i Koch Bihar que pertanyen a l'Índia del nord-est), Bihar, Jharkhand i Orissa. Tots aquests pertanyen a l'Índia.
Cal no confondre aquesta regió de l'Índia amb les anomenades Índies Orientals, nom antic del Sud-est asiàtic.

## Història
Entre els segles VIII i XII la zona era la seu del regne Pala, regne budista que va estendre el budisme Vajrayana fins a l'Àsia del sud-est.
Els estats d'Orissa Bengala Occidental tenen moltes afinitats culturals i racials amb Bangladesh i amb l'estat d'Assam. Abans Bengala Occidental i Bengala Oriental (l'actual Bangladesh) formaven la regió etno-lingüística de Bengala fins al 1947, any de la partició de l'Índia.